# وقفة حداد (مسرحية)

## نبذه عن المسرحية
مسرحية وقفة حداد هي مسرحية من فصل واحد تأليف محمد خلف واخراج طارق أبو بكر , ديكور محمد كمال ,

## فريق التمثيل
تمثيل (فرقة مسرح المدينة - التابعة لمعاهد المدينة العليا) عبد الله سليم , إسلام مدحت ,كرم شريف . دينا سعيد , محمد علاء , احمد حليم

### عدد مرات العرض
```
تم عرض المسرحية لأول مره في 
مهرجان الميني مسرح
 الدورة الثانية و عرضة بعد في مهرجان الاسر التابع 
لوزارة التعليم العالي المصرية
 و مهرجان مسرحيات الفصل الواحد
```

#### الجوائز
حصلت المسرحية في مهرجان الميني مسرح على جوائز
أفضل ثالث مسرحيه
أفضل مخرج (المخرج طارق أبو بكر)
أفضل نص مسرحي (محمد خلف)
أفضل ثاني (عبد الله سليم)
أفضل ثالث ممثل (كرم شريف)
أفضل ثاني ممثله (دينا سعيد
وحصلت المسرحية على المركز الأول في مهرجان الاسر التابع لوزارة التعليم العالي المصرية و مهرجان مسرحيات الفصل الواحد التابع لوزارة التعليم العالي المصرية